# Okręg wyborczy Derby
Okręg wyborczy Derby powstał w 1295 r. i wysyłał do angielskiej, a następnie brytyjskiej, Izby Gmin dwóch deputowanych. Okręg obejmował miasto Derby. Został zlikwidowany w 1950 r.

## Deputowani do brytyjskiej Izby Gmin z okręgu Derby

### Deputowani w latach 1295–1640
- 1604–1611: John Baxter
- 1604–1611: Edward Sleighe
- 1614: Gilbert Kniveton
- 1621–1622: Timothy Leeving
- 1621–1622: Edward Leeche

### Deputowani w latach 1640–1945
- 1640–1643: William Allestry
- 1640–1653: Nathaniel Hallowes
- 1645–1648: Thomas Gell
- 1654–1659: Gervase Bennet
- 1659–1659: John Dalton
- 1659–1660: Nathaniel Hallowes
- 1660–1665: Roger Allestry
- 1660–1679: John Dalton
- 1665–1685: Anchitell Grey
- 1679–1685: George Vernon
- 1685–1689: William Allestry
- 1685–1690: John Coke
- 1689–1695: Anchitell Grey
- 1690–1695: Robert Wilmot
- 1695–1701: Henry Cavendish
- 1695–1698: John Bagnold
- 1698–1701: George Vernon
- 1701–1702: lord James Cavendish
- 1701–1701: Charles Pye
- 1701–1705: John Harpur
- 1702–1705: Thomas Stanhope
- 1705–1710: James Cavendish
- 1705–1710: Thomas Parker, wigowie
- 1710–1710: Richard Pye
- 1710–1711: Richard Levinge
- 1710–1713: John Harpur
- 1711–1715: Edward Mundy
- 1713–1715: Nathaniel Curzon
- 1715–1742: lord James Cavendish
- 1715–1722: William Stanhope, wigowie
- 1722–1727: Thomas Bayley
- 1727–1730: William Stanhope, wigowie
- 1730–1736: Charles Stanhope
- 1736–1748: John Stanhope
- 1742–1754: William Ponsonby, wicehrabia Duncannon
- 1748–1754: Thomas Rivett
- 1754–1780: Frederick Cavendish, wigowie
- 1754–1762: George Venables-Vernon
- 1762–1772: William Fitzherbert
- 1772–1775: Wenman Coke
- 1775–1776: John Gisborne
- 1776–1780: Daniel Coke
- 1780–1797: lord George Cavendish
- 1780–1807: Edward Coke
- 1797–1806: George Walpole
- 1806–1812: William Cavendish
- 1807–1807: Thomas Coke
- 1807–1818: Edward Coke
- 1812–1835: Henry Frederick Compton Cavendish, wigowie
- 1818–1826: Thomas Wenman Coke
- 1826–1830: Samuel Crompton
- 1830–1848: Edward Strutt, wigowie
- 1835–1847: John Ponsonby, wicehrabia Duncannon, wigowie
- 1847–1848: Edward Frederick Leveson-Gower, wigowie
- 1848–1883: Michael Thomas Bass młodszy, Partia Liberalna
- 1848–1852: Laurence Heyworth, wigowie
- 1852–1853: Thomas Berry Horsfall, Partia Konserwatywna
- 1853–1857: Laurence Heyworth, wigowie
- 1857–1865: Samuel Beale, Partia Liberalna
- 1865–1868: William Thomas Cox, Partia Konserwatywna
- 1868–1880: Samuel Plimsoll, Partia Liberalna
- 1880–1895: William Vernon Harcourt, Partia Liberalna
- 1883–1895: Thomas Roe, Partia Liberalna
- 1895–1900: Henry Howe Bemrose, Partia Konserwatywna
- 1895–1900: Geoffrey Drage, Partia Konserwatywna
- 1900–1916: Thomas Roe, Partia Liberalna
- 1900–1910: Richard Bell, Partia Pracy, od 1904 r. Partia Liberalna
- 1910–1936: James Henry Thomas, Partia Pracy
- 1916–1918: William Job Collins, Partia Liberalna
- 1918–1922: Albert Green, Partia Konserwatywna
- 1922–1923: Charles Henry Roberts, Partia Liberalna
- 1923–1924: William Robert Raynes, Partia Pracy
- 1924–1929: Richard Harman Luce, Partia Konserwatywna
- 1929–1931: William Robert Raynes, Partia Pracy
- 1931–1945: William Allan Reid, Partia Konserwatywna
- 1936–1950: Philip Noel-Baker, Partia Pracy
- 1945–1950: Clifford Wilcock, Partia Pracy